# Коміціано
Коміціа́но (італ. Comiziano, сиц. Cumizzianu) — муніципалітет в Італії, у регіоні Кампанія,  метрополійне місто Неаполь.
Коміціано розташоване на відстані близько 210 км на південний схід від Рима, 29 км на північний схід від Неаполя.
Населення — 1832 особи (2014).
Щорічний фестиваль відбувається 8 січня. Покровитель — San Severino vescovo.

## Демографія
Населення за роками:

Станом на 1 січня 2023 року в муніципалітеті офіційно проживав 51 іноземець з 13 країн, серед них 24 громадяни країн Євросоюзу та 11 громадян України.

## Сусідні муніципалітети
- Кампозано
- Казамарчіано
- Чиччано
- Чимітіле
- Туфіно